# Legau
Legau är en köping (Markt) i Landkreis Unterallgäu i Regierungsbezirk Schwaben i förbundslandet Bayern i Tyskland.
Köpinge ingår i kommunalförbundet Illerwinke tillsammans med kommunerna Kronburg och Lautrach.